# Falcon (Computerspielreihe)

Falcon 4.0 Logo von der MicroProse-Webseite

Geschichte der Falcon-Serie von 1984 bis 2013: Zeitverläufe der offiziellen und später der durch die Community vorangetriebenen Entwicklungslinien (auf Englisch).

Falcon ist eine Reihe von Flugsimulationsspielen, die sich primär mit der Simulation des Kampfflugzeugs General Dynamics F-16 „Falcon“ (englisch für Falke) beschäftigen.

## Spiele

### Falcon – The F-16 Fighter Simulation
Das erste Spiel unter diesem Namen erschien 1987 für MS-DOS und 1988 für den Amiga, den Atari ST und Mac OS. Entwickelt wurde das Programm von Spectrum Holobyte und vertrieben von Mirrorsoft. Die führenden Designer waren Gilman „Chopstick“ Louie und Mark Johnson. Programmiert wurde Falcon von Chris Orton, Colin Bell und Russell Payne. Die Grafiker waren Martin Kenwright und David Whiteside. Für den Sound zuständig waren Russell Payne und Andy Fisher.
Falcon bot sowohl Luftkampf- als auch Bodenangriffssimulation. Der Spieler steuerte die einzige „freundliche“ Maschine und musste zu jedem Zeitpunkt entweder mit dem Angriff einer SAM (Flugabwehrrakete) oder von bis zu drei Mikojan-Gurewitsch MiG-21 rechnen.
Eine Besonderheit des ersten Falcon-Spiels war neben dem detailliert dargestellten Mensch-Maschine-Interface des simulierten Jagdflugzeuges die Möglichkeit, Luftkämpfe in einer auf drei Ebenen projizierten 3D-Darstellung auszuwerten, um die Flugmanöver des Spielers und seines Gegners zu analysieren.
Zudem beeinflusste das Ergebnis eines Einsatzes die Ausgangslage bei der nächsten Mission. SAM-Basen blieben z. B. über drei Missionen zerstört. So war es einfacher, mit der nächsten Mission z. B. eine Brücke zu treffen, wenn die umliegende Luftverteidigung in der Mission zuvor ausgeschaltet wurde. Dieses Konzept wurde in den später erschienenen Misson-Disks weiter verbessert.
Es gab auch einen Mehrspieler-Modus, in dem zwei Spieler alle Missionen mit zwei Falcons gemeinsam spielen konnten. Voraussetzung dafür war die Kopplung von zwei Rechnern über die serielle Schnittstelle.
Auch ein Kampf gegeneinander war möglich.
Für die damalige Zeit hatte Falcon eine sehr gute grafische Darstellung und wurde in der Fachpresse für seinen herausragenden Realismus gelobt. Der Spieler konnte zwischen fünf Schwierigkeitsgraden für insgesamt zwölf Missionen wählen, indem er seinen eigenen militärischen Rang auswählte. Die Reihenfolge von einfach zu schwierig war: 1st Lieutenant, Captain, Major, Lieutenant Colonel, Colonel.

Die Amiga-Packung enthielt zwei 3,5″-Disketten, eine Tastaturschablone, eine Einsatzgebiet-Landkarte und ein Handbuch.

Amiga-Version von Falcon F-16

1989 erschien die erste Mission-Disk, Mission-Disk Vol. 1, für den Amiga und den Atari ST. Als Designer war Rod Hyde hinzugekommen. Der Grafiker Mark Shaw ersetzte Martin Kenwright.
Der Schwierigkeitsgrad war angestiegen. Der Amiga-Packung lagen eine 3,5″-Diskette, ein Handbuch und ein Poster bei.
Genauso wie das Hauptprogramm wurde auch die Mission-Disk von der Presse als sehr gut bewertet.
1990 erschien die zweite und letzte Mission-Disk für den Amiga und den Atari ST.
Trotz des nochmals angestiegenen Schwierigkeitsgrades wurde auch die Mission-Disk 2 von den Fachzeitschriften mit sehr gut bewertet.
Die Amiga-Packung enthielt eine 3,5″-Diskette und ein Handbuch.

### Falcon 2.0
Falcon 2.0 (oder Falcon AT) war eine leicht verbesserte Version des ursprünglichen Spiels, die vor allem die Möglichkeiten der schnelleren IBM-AT-Rechner ausnutzte.

### Falcon 3.0
Falcon 3.0 war bei seinem Erscheinen 1991 eine Killerapplikation: Als eines der ersten Computerspiele brachte Falcon 3.0 eine große Anzahl von Spielern dazu, ihre Hardware durch leistungsfähigere Geräte zu ersetzen, um den Ansprüchen der Software genügen zu können. Auch Falcon 3.0 stellte die F-16 mit für damalige Verhältnisse sehr hoher Detailtreue dar und war das erste und vermutlich einzige Spiel der damaligen Zeit, das einen mathematischen Co-Prozessor unterstützt hat.
Ein wesentlicher Fortschritt war, dass wesentlich mehr Bodeneinheiten und Flugzeuge dargestellt wurden. Der Spieler konnte jetzt eine Formation von bis zu vier Flugzeugen befehligen und der Luftraum wurde nach dem Prinzip der Zufallsbegegnung in der Umgebung des Spielers immer wieder neu mit verschiedenen Typen von freundlichen und feindlichen Luftfahrzeugen gefüllt. Das Spiel hatte aufgrund der dadurch unbegrenzten Anzahl von Gegnern Ähnlichkeiten mit einem Shoot ’em up, obwohl es als Flugsimulation mit hohem Anspruch ausgelegt war. Falcon 3.0 führte die dynamische Kampagne ein, bei der der Erfolg jedes einzelnen Einsatzes die Ausgangssituation für den folgenden Einsatz beeinflusste.
Außer der F-16 wurde es bei den als unabhängige Produkte verkauften Simulatoren F-18 (welcher die F/A-18 Hornet simulierte) und MiG-29 (NATO-Codename Fulcrum) möglich, zwei andere Düsenjäger zu steuern und im Fall der MiG-29 sogar für den Warschauer Pakt zu kämpfen. Da das Spiel mit ähnlicher Präzision wie bei den Simulatoren amerikanischer Flugzeuge ausgelegt war und den „sowjetischen“ Piloten bei Erfolg verschiedene Orden bis hin zum „Helden der Sowjetunion“ verliehen wurden, stellte MiG-29 einen Bruch mit dem bis dahin von der Produktreihe an den Tag gelegten US-amerikanischen Patriotismus dar. Daneben konnte bei dem Erweiterungspaket Operation Fighting Tiger der FS-X-Prototyp der japanischen F-16-Variante Mitsubishi F-2 geflogen werden. In der PC Player 10-1993 bekam das Add-On MiG-29 eine Wertung von 79 Punkten.
Als Trainingsszenario war das Umfeld der Nellis Air Force Base bei Las Vegas vorgesehen, einschließlich eines Teils des Grand Canyon. Die Kampfszenarien des Hauptprogramms umfassten den Irak, Israel sowie Panama. Das Erweiterungspaket Operation Fighting Tiger fügte diesen noch die Kurilen, Korea und den Kaschmir hinzu.
In technischer Hinsicht war Falcon 3.0 vor allem durch den Padlock View genannten Darstellungsmodus wegweisend. Der Padlock View diente dazu, die Verfolgung anderer Flugzeuge im dreidimensionalen Raum zu simulieren und so die Beschränkungen, die der verhältnismäßig kleine Bildschirm dem Spieler auferlegt, zu durchbrechen. Realisiert wurde das durch einen geteilten Bildschirm, der im größten Ausschnitt den Himmel mit auf das erfasste Flugzeug zentrierten Blick darstellte, so dass der Spieler sein Ziel unabhängig von der relativen Bewegung beider Flugzeuge im Blick behalten konnte. Um gleichzeitig sein Flugzeug steuern zu können, wurde in einem kleinen Fenster ein Künstlicher Horizont angezeigt, und um die relative Position des Ziels zu erkennen, gab es einen kleinen Panorama-Bildschirm, auf dem das Ziel als Kreuz und der Bildschirmausschnitt des Hauptfensters als Rechteck angezeigt wurde.
Diese Darstellung war der erste Versuch, ein virtuelles Cockpit darzustellen. Der Ansatz brachte gewisse Probleme mit sich und wurde im Nachfolger Falcon 4.0 deutlich modifiziert, setzte aber die Maßstäbe für alle Flugsimulationen, die in den Jahren nach dem Erscheinen von Falcon 3.0 herausgebracht wurden.
Im Netzwerk unterstützte Falcon 3.0 Multiplayerpartien mit bis zu 8 Spielern.
Unter der Bezeichnung Falcon Gold wurde noch eine erweiterte Version von Falcon 3.0 auf CD-ROM veröffentlicht.

### Falcon 4.0
Falcon 4.0 wurde 1998 vom Publisher MicroProse, der von Hasbro Interactive aufgekauft wurde, veröffentlicht. Schauplatz des simulierten Krieges ist eine fiktive Auseinandersetzung auf der koreanischen Halbinsel, ausgehend von verschiedenen Ausgangsszenarien. Die dynamische Kampagne wurde gegenüber Falcon 3.0 erweitert, indem bei Falcon 4.0 vom Spiel für alle Einheiten im Spiel – für den Spieler ebenso wie für die KI – laufend Einsatzbefehle erstellt werden. Der Spieler handelt in seinem Flugzeug also nicht isoliert, sondern um ihn herum versuchen KI-Flugzeuge ihre Missionen zu erfüllen, und Bodeneinheiten führen taktische Manöver aus, kämpfen, verteidigen oder ziehen sich zurück.
Falcon 4.0 hat von der Zeitschrift GameStar in der Ausgabe 01/1999 als Bewertung 92 % und eine Auszeichnung (den GameStar) „für besonderen Realismus“ erhalten.
Das Spiel verkaufte sich aber im wichtigen Massenmarkt nur mäßig. Als Ursachen müssen gelten:
- zum Zeitpunkt der Veröffentlichung extrem anspruchsvolle Hardwareanforderungen
- Katastrophal schlechte Softwarequalität, die im ersten Jahr nach dem Erscheinen zahlreiche Patches erforderlich machte. (Die Verkaufsversion 1.00 konnte nach der Installation ohne Patch häufig nicht einmal gestartet werden, da das Programm abstürzte.)
- ausgeprägter Realismus in der Simulation der Bedienung der Waffensysteme
- und die sich allgemein verschlechternde Marktsituation für Flugsimulationen

Zum Lieferumfang des Spiels gehörten:
- eine CD-ROM
- Kadettenschule (mit 42 Seiten, nützlich für einen Schnellstart, inklusive Installationsanleitung und Optionseinstellungen)
- Pilotenhandbuch
- Kommunikationshandbuch (für den Aufbau von Mehrspieler-Spielen)
- Schnellreferenzkarte (mit den Tastenbelegungen für die Steuerung)
- Karte der koreanischen Halbinsel
- Registrierkarte
- Werbematerial für andere MicroProse-Produkte

Insgesamt handelte es sich also um eine Ausstattung, welche heutzutage selbst bei Full-Price-Produkten (nicht zu verwechseln mit dem 2005 als Mid-Price erschienenen Falcon 4.0: Allied Force) nicht mehr üblich ist.
Die Systemvoraussetzungen sind nach heutigen Maßstäben vernachlässigbar. Der von MicroProse als „ideales System“ (die beste von drei Konfigurationen: Mindestanforderungen, empfohlenes System, ideales System) bezeichnete Computer sollte folgende Hardware und Software beinhalten:
- 450 MHz Pentium-II-Prozessor
- Windows 9x mit DirectX 5.0
- 128 MB RAM
- 3D-Grafikkarte mit 8 MB RAM
- 24x-CD-ROM-Laufwerk
- 800 MB freier Festplattenspeicherplatz
- DirectX-kompatible Soundkarte
- vollprogrammierbarer Joystick mit einem Schubregler und Ruderpedalen

Für den Mehrspielermodus benötigte man außerdem:
- ein serielles Nullmodem-Kabel (für eine 2-Spieler-Option)
- LAN mit TCP/IP
- ein Modem mit 28,8 kbps oder schneller für Spiele im Internet oder über Modemverbindung

Erst mit der Version 1.07 in Deutschland und 1.08 für die US-Version war das Spiel halbwegs stabil, wie es die Kunden von einem Unterhaltungsprodukt erwarteten. Zu diesem Zeitpunkt entschied Hasbro Interactive, das MicroProse-Studio in Alameda zwecks Kostenoptimierung zu schließen und die Fortsetzung sowie Unterstützung des Spiels einzustellen. Zuvor wurde noch der letzte o. g. offizielle Patch für die US-Version des Spiels veröffentlicht.

#### Weiterentwicklung durch Dritte
Nach der MicroProse-Liquidation veröffentlichte die Firma iBeta, die von MicroProse mit dem Beta-Testing der Patches beauftragt war, zwei als iBeta-Patches bekannt gewordene Aktualisierungen.
Unter Leitung einiger iBeta-Mitarbeiter begann eine Gruppe technisch versierter Falcon-Fans mit dem Versuch, die Datendateien der Simulation zu verstehen und zu verbessern. Mit Hilfe von Hex-Editoren und Disassemblern wurden auch Änderungen an der EXE-Datei des Spiels vorgenommen. So entstanden eine Reihe von inoffiziellen Realism Patches für Falcon 4.0.
Eine andere Gruppe (eTeam) hatte aus unbekannter Quelle den Original-Quellcode der Falcon-Version 1.07 erhalten („Leak“) und konnte nun direkt den Code modifizieren. In Inoffiziellen Patches wurde u. a. die Grafik-Engine an die Möglichkeiten von DirectX 8 angepasst, Unstimmigkeiten im dynamischen Feldzug beseitigt und der störanfällige Multiplayercode konnte durch eine etwas besser funktionierende Version ersetzt werden.
Die so entstandenen Verbesserungen bewegten sich in einer rechtlichen Grauzone, da in jedem Fall geistige Eigentumsrechte am Falcon-Quellcode bestanden – es war nur lange Zeit unklar, bei wem diese lagen. Nachdem bekannt war, dass die Rechte an Falcon 4.0 an den kleinen Entwickler G2interactive verkauft worden waren, konnte eine Übereinkunft erzielt werden, wonach die mit dem 1.07er-Code hantierende Community bis zu einem bestimmten Stichtag an der EXE-Datei patchen durften und danach Quellcode-Modifikationen zu unterbleiben hätten.
Als Gegenleistung wurden G2interactive kommerzielle Verwertungsrechte an den Bestandteilen der entstandenen Falcon 4 SuperPAK-Patches des Unified Teams eingeräumt. Dies galt bis zur 3. Version des SuperPacks. Danach waren EXE-Modifikationen eigentlich verboten. G2interactive durfte die Executable für die von ihnen in Entwicklung befindliche Weiterentwicklung von Falcon 4.0 namens Falcon 4.0 Operation Infinite Resolve verwenden. Da G2interactive die von Atari geforderte Frist zur Fertigstellung allerdings nicht einhalten konnte, musste Operation Infinite Resolve eingestellt werden und wurde nie veröffentlicht. Das gegenwärtig in Version 4.2 vorliegende SuperPAK enthält neben der gepatchten eTeam-Executable vor allem neue 3D-Modelle und realistische Daten. Durch separat zu installierende neue Terrains kann die Falcon nun auch über anderen Einsatzgebieten, z. B. dem Balkan oder den Mittleren Osten fliegen.
Der Quelltext wurde im Jahr 2013 regulär unter einer BSD-Lizenz auf github veröffentlicht.

### Falcon 4.0 Allied Force
Am 28. Juni 2005 wurde Falcon 4.0 Allied Force in der US-Version veröffentlicht. Dies ist nach den privaten Initiativen um Falcon 4.0 die erste kommerzielle Fortentwicklung, die auf Falcon 4.0 1.08US aufsetzt. Lead Pursuit ist die entwickelnde Firma, bestehend aus Teilen der ehemaligen SuperPAK-Entwickler des F4UT-Teams. Graphsim Entertainment ist der Publisher. In Deutschland erschien Falcon 4.0 Allied Force am 1. August 2005 von Application Systems Heidelberg. Die Software blieb unverändert, als Beigabe erschien ein auf 50 Seiten reduziertes und übersetztes einführendes Handbuch. Ansonsten wurde ein 716 Seiten umfassendes Handbuch als PDF-Datei mitgeliefert, welches der Benutzer bei Bedarf ausdrucken kann.
Die KI, Grafik, Texturen, die Bedienung und weiteres von Allied Force wurden gegenüber der Basisversion Falcon 4.0 deutlich überarbeitet.
In vielen optischen und funktionellen Bereichen bleibt die neue kommerzielle Version hinter den privaten Entwicklungsinitiativen zurück. Dafür punktet Allied Force in der Stabilität des Spieles, im stabilen und neu programmierten Multiplayercode und dem verbesserten Gameplay gegenüber den privaten Entwicklungsinitiativen. Die insgesamt 18 Kampagnen spielen in Korea und auf dem Balkan. Es besteht die Möglichkeit, drei unterschiedliche Versionen der F-16 zu fliegen. Dies sind im Detail die Varianten Block 40, Block 50/52 und die MLU-Variante.
Lead Pursuit hat Teile des Community-Patchs Superpack 4 als Basis für Allied Force genommen. Im November 2005 wurde die erste von den Entwicklern offiziell verifizierte Erweiterung mit dem Namen HiTilesAF veröffentlicht. Hauptsächlich wurden bei dem Update die Landschaftstexturen aus dem Hauptspiel gegen neue ausgetauscht. Die über 1.600 neuen Texturen basieren auf realen Luftbildaufnahmen der Erde und liegen in exzellenter Qualität vor. Es ist auch möglich zwischen den vier Jahreszeiten hin und her zu wechseln.